# Marcel Barencey
Marcel Barencey, född 4 januari 1893 i Vesoul, död 23 juni 1971 i Saint-Maur-des-Fossés, var en fransk skådespelare.

## Filmografi (urval)
- 1930 – L' Enfant de l'amour
- 1932 – Service de nuit
- 1933 – Incognito
- 1938 – Éducation de prince
- 1938 – Rysslands okrönte härskare